# روسولا تنوبية
روسولا تنوبية (الاسم العلمي: Russula abietina) هي نوع من الفطريات تتبع جنس الروسولا من الفصيلة الروسولية.